# Хари Потър (персонаж)
Вижте пояснителната страница за други значения на Хари Потър.
Хари Джеймс Потър (на английски: Harry James Potter) е литературен герой и главният герой в едноименната фентъзи поредица на Дж. К. Роулинг.

## Описание
Поредицата проследява седем години от живота на самотното момче, което на единадесетия си рожден ден научава, че е магьосник. Когато Хари е бил на една година, най-злият магьосник на нашето време (Лорд Волдемор) убива родителите му, но когато се насочва към Хари силата и обичта на майка му и баща му (Джеймс и Лили Потър) го спасяват и Хари се превръща в единствения оцелял от смъртоносното проклятие „Авада Кедавра“. Той става известен в магьосническия свят като „Момчето, което оживя“, но докато не става на 11 години и не получава покана да учи в училището за магия и вълшебства „Хогуортс“, той дори не подозира че е магьосник и че е известен, тъй като дотогава е живял при леля си и чичо си, които са единственото му „семейство“, но и са мъгъли (т.е не могат да правят магия). Заради цялата си завист те никога не са казвали на Хари цялата истина за него самия и са го лъгали, че родителите му са загинали в автомобилна катастрофа. След като за своя радост Хари разбира, че е магьосник, отива в „Хогуортс“, където среща най-добрите си приятели и връстници Рон Уизли и Хърмаяни Грейнджър, и заедно с тях, и под закрилата на директора на училището за магия и вълшебства, Албус Дъбмбълдор, Хари прекарва 7 години в това невероятно училище, учейки се да стане добър магьосник и с основната си цел, а именно да победи най-големия си собствен и на целия магьоснически свят враг Лорд Волдемор.
Той е наследил черната рошава коса на баща си и зелените очи на майка си. На челото си има белег с формата на мълния – единственото, което му остава от онази трагична нощ за родителите му. Един от малкото хора е, които могат да говорят със змии. Носи очила с кръгли рамки. Роулинг разказва, че когато за първи път ѝ хрумва идеята за Хари Потър, си представя героя като „слабичко, чернокосо момче с очила, което не знае, че е магьосник".
В края на седмата книга се споменава за заминаването на Албус Сивиръс Потър(втория син на Хари), който е на път към Хогуъртс. От тази глава, наречена „19 години по-късно“, разбираме, че Хари и Джини са женени и имат 3 деца - Джеймс Сириус Потър, Албус Сивиръс Потър и Лили Луна Потър.
Във филмовите адаптации на поредицата, ролята на Хари се изпълнява от британския актьор Даниел Радклиф.

## За филмите и поредицата
Излезли са и седемте книги от поредицата за Хари Потър и седемте филма по тях. Поредицата от филми и книги държи над 10 рекорда, сред които „Най-печеливш филм“, „Най-проспериращи актьори“, „Най-малко антифенове“, „Най-много интерес още на предпримиерите“, „Най-малко спад в интереса“ и т.н. Има и осма част само като сценарий , която се казва ,, Хари Потър и прокълнатото дете ". Има и книга , която е за магиите , отвари и други неща, казва се ,, Хари Потър и магьоснически алманах.

## Фензини
Писателят и компютърен аниматор Джордж Норман Липърт написва и анимира поредица фензини за сина на Хари Потър – Джеймс Потър, персонаж, който има мимолетна поява в края на седмата част.